# آفيتوس سكستوس ألقيميوس
آفيتوس سكستوس ألقيميوس (بالإنجليزية: Avit, Sextus Alclmlus or Avitus, Sextus Aicimius)‏ كاتب لاهوتي وشاعر لاتيني (نحو 450 - 518 م). هو سليل أسرة شهيرة من الغاليين تراس عدة مجامع كنسية، وهدى كلوفيس، ملك الفرنجة، إلى الكاثوليكية، ودفع به إلى اجتياح بورغونيا لإجبار ملكها غودبو - وكان آريوسيا ۔ على اعتناق الكاثوليكية بدوره. وبالفعل، اعتنق ابنه سيجسمون الكاثوليكية إزاء مشهد الخراب الذي حل بموطنه. ومنذئذ صار آفیتوس واحدًا من أقوى أحبار الكنيسة في غاليا.

## مؤلفاته
وضع مؤلفات كثيرة ومنها:
الرد على الهرطقة الأوطيخية.
كتابات ضد الأريوسيين.
حوار مع الملك غودبو ضد الآريوسيين.
ولكن أصالته لا تظهر إلا في أشعاره التي عادت عليه بلقب فرجيليوس المسيحي. وقد طوبته الكنيسة قديسًا.